# Petalura gigantea
Petalura gigantea är en trollsländeart som beskrevs av Leach 1815. Petalura gigantea ingår i släktet Petalura och familjen Petaluridae. Inga underarter finns listade i Catalogue of Life.